# Talbrücke Schleuse
Die Talbrücke Schleuse oder Schleusetalbrücke ist eine 680 m lange Brücke der Bundesautobahn 73 in Südthüringen.
Das Bauwerk liegt zwischen den Autobahnanschlüssen Schleusingen und Eisfeld-Nord bei dem Ort Oberrod und überspannt in einer Höhe von maximal 40 m mit zehn Feldern das Tal der Schleuse mit der Landesstraße 1142 von Oberrod nach Waldau. Die Autobahnüberführung ist im Grundriss gekrümmt. Gebaut wurde die Brücke mit zwei getrennten Überbauten zwischen den Jahren 2005 und 2007.

## Gründung und Unterbauten
Die Pfeiler sind flach gegründet. Der Vollquerschnitt der maximal 36 m hohen Stützen ist V-förmig ausgebildet. Zur Aufnahme der Lager weitet sich der achteckige Querschnitt am Pfeilerkopf unterhalb des Überbaus in zwei Rechteckquerschnitte auf.

## Überbauten

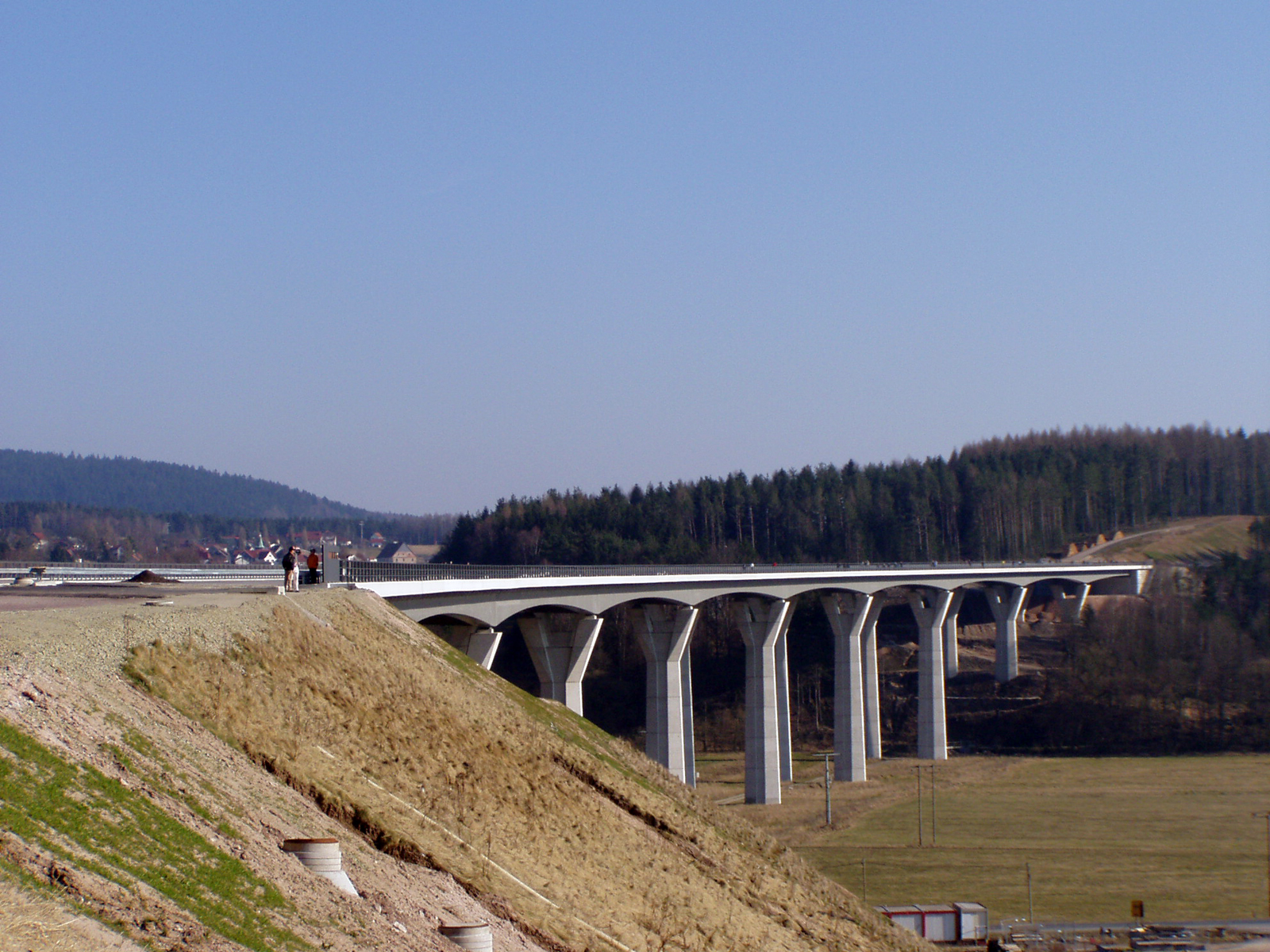
Talbrücke Schleuse

Die beiden nebeneinanderliegenden Überbauten der Stahlverbundbrücke weisen als Bauwerkssystem den Durchlaufträger in Längsrichtung auf. In Querrichtung sind zweistegige Plattenbalkenquerschnitte vorhanden. Die zwei Hauptträger der Plattenbalken bestehen aus luftdicht verschweißten Stahlhohlkästen, welche gevoutet mit Konstruktionshöhen von 2,5 m bis 4,5 m ausgebildet sind und einen Abstand von 7,0 m haben. Der Verbund mit der insgesamt 28,5 m breiten Stahlbetonfahrbahnplatte erfolgt durch Kopfbolzendübel. Die Stützweiten der beiden 10-feldrigen Überbauten betragen 55 m, 72,5 m, 3 × 80 m, 75 m, 72,5 m, 67 m, 58 m und 40 m.

## Ausführung

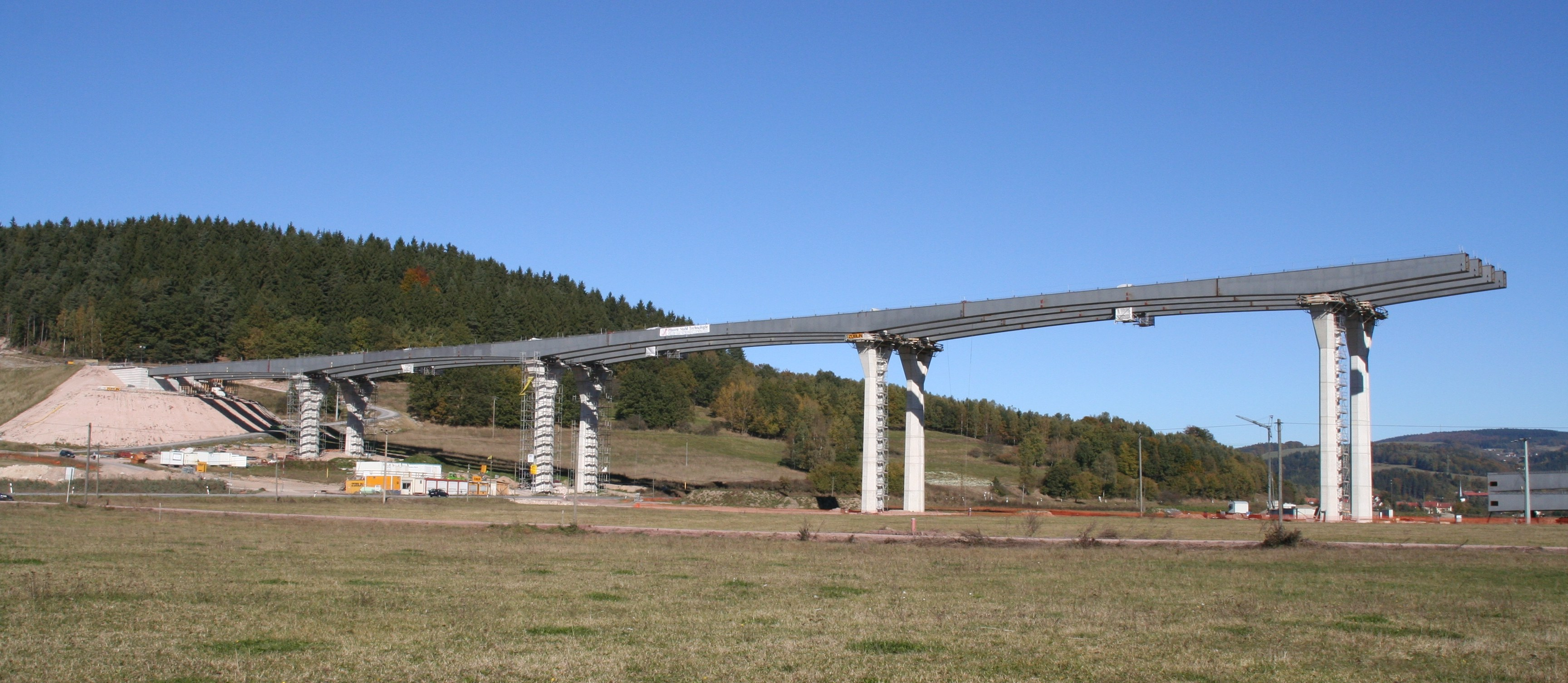
Montage der Talbrücke Schleuse

Der Stahlkästen der Hauptträger wurden per LKW angeliefert. Mit einem Autokran wurden diese dann in 36 Takten je Überbau eingehoben und anschließend miteinander verschweißt. Abschließend wurde die Stahlbetonfahrbahnplatte mit zwei Schalwagen abschnittsweise im Pilgerschrittverfahren hergestellt, wobei zuerst die Fahrbahnplatte in den Feldmitten hergestellt wurde und anschließend die Lücken über den Stützbereichen.

## Unfälle
Am 28. Dezember 2010 stürzte ein Personenkraftwagen, der ins Schleudern gekommen war und aufgrund eines seitlichen Schneewalls die Leitplanke und das Geländer überquerte, in die Tiefe. Die Beifahrerin kam ums Leben, der Fahrer wurde schwer verletzt.
Am 18. Januar 2024 wurde ein Wanderer unter der Brücke schwer verletzt, als er von Teilen der Plexiglas-Windschutzwand der Brücke getroffen wurde, die sich aufgrund eines Unfalls gelöst hatten und nach unten stürzten.